# Le ragazze come me
Le ragazze come me è il secondo album pubblicato a nome Meccano, che ormai faceva riferimento alla sola cantante italiana Nadia Bani, pubblicato dall'etichetta discografica DDD e distribuito dalla CBS nel 1989.
L'album, disponibile su long playing, musicassetta e compact disc, è prodotto da Ruggero Penazzo. Gli arrangiamenti sono curati da Walter Bassani, che è il principale autore della parte musicale dei brani, i cui testi sono in genere opera di Elio Aldrighetti.
Dal disco viene tratto il singolo Le ragazze come me/Un amore per vincere, il cui brano principale partecipa nella sezione "Nuovi" al Festival di Sanremo, venendo eliminato dopo la prima esecuzione. Il 45 giri contenente Attenti a noi era stato invece pubblicato l'anno prima.

## Tracce

### Lato A
1. Le ragazze come me
2. Baci da Roma
3. Isabel
4. Attenti a noi
5. Un amore per vincere

### Lato B
1. Grande vento
2. Non impareremo mai
3. Una stella se vuoi
4. Amore artificiale

## Formazione
- Nadia Bani – voce, cori
- Walter Bassani – voce, tastiera, programmazione, pianoforte
- Giorgio Cocilovo – chitarra acustica
- Pier Michelatti – basso
- Lele Melotti – batteria
- Gino De Stefani – chitarra acustica
- Maurizio Macchioni – chitarra
- Amedeo Bianchi – sax
- Claudio Pascoli – sax
- Clara Moroni, Antonella Melone, Tiziano Cavaliere – cori